# 芭蕾复仇曲
《芭蕾复仇曲》（韓語：발레리나）为2023年10月6日上线公开的Netflix原创韩国动作片，由《聲命線索》的导演李重贤执导，全鐘瑞、金志勋、朴有琳主演。
该片入选第28届釜山国际电影节「韩国电影的今日：特别首映」单元，于2023年10月5日在电影节上首映。

## 剧情
張玉珠曾是VIP客戶的前保鏢，她發現她最好的朋友崔敏熙去世了。敏熙生前的最後願望是希望玉珠能懲治一個名叫崔老闆的人口販子，因為他拍攝了敏熙的影片並藉此勒索錢財。玉珠透過網路搜尋崔老闆的資料，找到他的地址，並在那裡跟蹤他一段時間，設計騙他帶她到拍攝敏熙影片的汽車旅館。
在汽車旅館，玉珠與崔老闆發生衝突，並嚴重傷害了他。但當崔老闆的幫派攻擊她時，玉珠被迫逃跑。玉珠和一名想從人口販子手中逃脫的高中生制定了一個新計劃。玉珠聯繫了一位老朋友，希望找到武器，以制定攻擊該幫派的最佳策略。崔老闆的幫派頭目命令他找到玉珠並將她帶到他面前。崔老闆追蹤並攻擊玉珠，但玉珠後來從窗戶逃走。
崔老闆向頭目報告說他殺了玉珠，並將她埋在山裡。玉珠拜訪幫派頭目並殺死他，期間與其他幫派成員搏鬥，直到其中一人透露了崔老闆的下落。玉珠找到崔老闆，最終制服了他，將他帶到海灘，殘忍地燒死了他。玉珠來到崔老闆的家，取走所有拍攝受害者的影片，然後駕車離去，朝著夕陽而去。

## 演员阵容
| 演員                | 角色     | 介紹 |
| ------------------- | -------- | --- |
| 全鐘瑞              | 張玉珠   | 警卫员出身，从防身术、剑术、枪械到自行车技等等需要使用身体完成的事无所不能。                                                                               |
| 金志勋              | 崔专家   | 玉珠的复仇对象，拥有帅气的外貌、完美的身材，以及卓越的头脑；喜歡找難對付的女性下手，下藥控制女性，熱愛SM，拍下色情片，錄影保存及販賣，也在網上販賣乖乖水。 |
| 朴有琳              | 崔敏熙   | 拜托玉珠为其复仇的芭蕾舞女演员。 |
| 申世輝              |          | 玉珠在汽车旅馆遇到的女高中生，崔專家的性奴隸。 |
| 朴亨洙              | 明植     | 表面上是藥劑師，但實則為製毒者，和崔專家是好友。 |
| 朴根政              | 短发男   | 汽車旅館職员。 |
| 梁俊锡              | 光头男   | 汽車旅館職员。 |
| 李在濬              | 外星人   | 赵社长的手下。 |
| 朴世俊              |          | Pancake超市兼職生。 |
| Robin Shiek         |          | 梨泰院超市兼职生。 |
| 朴勝泰              |          | 在路边晒辣椒的老太太。 |
| 李智媛              |          | 与敏熙一起演出的芭蕾舞演员。 |
| 金英玉 （特別出演） |          | 販售槍枝給玉珠的老太太。 |
| 朱鉉 （特別出演）   |          | 販售槍枝給玉珠的老先生。 |
| 金武烈 （特別出演） | 趙社長   | 崔專家的老大，時常看不起他。 |
| 張允柱 （特別出演） | 文英姊姊 | 玉珠昔日工作地點所認識的長官，非常欣賞玉珠的實力。 |

## 制作

### 选角
2022年4月11日，媒体报道全鐘瑞将主演导演李重贤的新片《芭蕾舞女演员》，继《声命线索》后二度合作。该片将作为Netflix原创电影公开，由《謗法：在此矣》《D.P：逃兵追緝令》的制作公司Climax Studio制作，预计同年6月开始拍摄。4月25日，媒体报道金志勋出演该片男主角，该片将会是一部以女主人公为中心的动作片。4月26日，Netflix正式宣布全钟瑞、金志勋、朴有琳担纲该片主演，音乐人GRAY担任该片的音乐导演。

### 拍摄
主体拍摄于2022年6月开始进行，同年10月在韩国庆尚北道盈德郡杀青。

## 发行
Netflix于2023年1月公开2023年作品阵容，该片计划于第四季度公开。2023年9月7日公开首款预告海报与预告片，宣布于10月6日上线公开。

## 評價
烂番茄打出100%的新鲜度（5条评论），平均得分7.3/10。OSEN的金宝拉记者认为该片传达了期望社会深刻认识到要求严厉处罚数字性犯罪，特别是针对性剥削影片的严厉处罚是社会与时代的进程。金宝拉也认为导演李重贤通过这部作品讽刺和揭露试图通过同音异义词以嘲笑的方式回答从而引起争议的现象，以及该现象今后也不会发生改变的现实。该片公开后，观众在韩国门户网站NAVER展开打10分和打1分的激烈竞争，打10分的观众赞扬全钟瑞在片中帅气的表现和该片罕见的故事与结局，而打1分的观众则认为该片说服力严重不足、只是刺激性元素的集合等，Naver的网友评分平均6.54/10分，其中男性网友5.55分、女性网友7.77分。OSEN的金宝拉记者将该片与同样讲述女性作为主人公追查或惩罚数字性犯罪故事的韩国电影《霹靂嬌鋒》比较，两片同样在女性观众中获得好评。

## 奖项荣誉
| 年份   | 颁奖礼           | 奖项     | 入围者 | 结果 | 参考 |
| ------ | ---------------- | -------- | ------ | ---- | ---- |
| 2023年 | 第44届青龙电影奖 | 最佳配乐 | GRAY   | 提名 |      |
| 2023年 | 第44届青龙电影奖 | 最佳美术 | 金珉惠 | 提名 |      |